# Первомайци
Первомайци (болг. Първомайци) — село в Болгарии. Находится в Великотырновской области, входит в общину Горна-Оряховица. Население составляет 2438 человек (2022).
Село расположено на левом берегу реки Янтры, на высоте 91 м над уровнем моря, близ железнодорожной станции Горна-Оряховица, что в 5 км от города Горна-Оряховица, в 12 км севернее от Велико-Тырново.

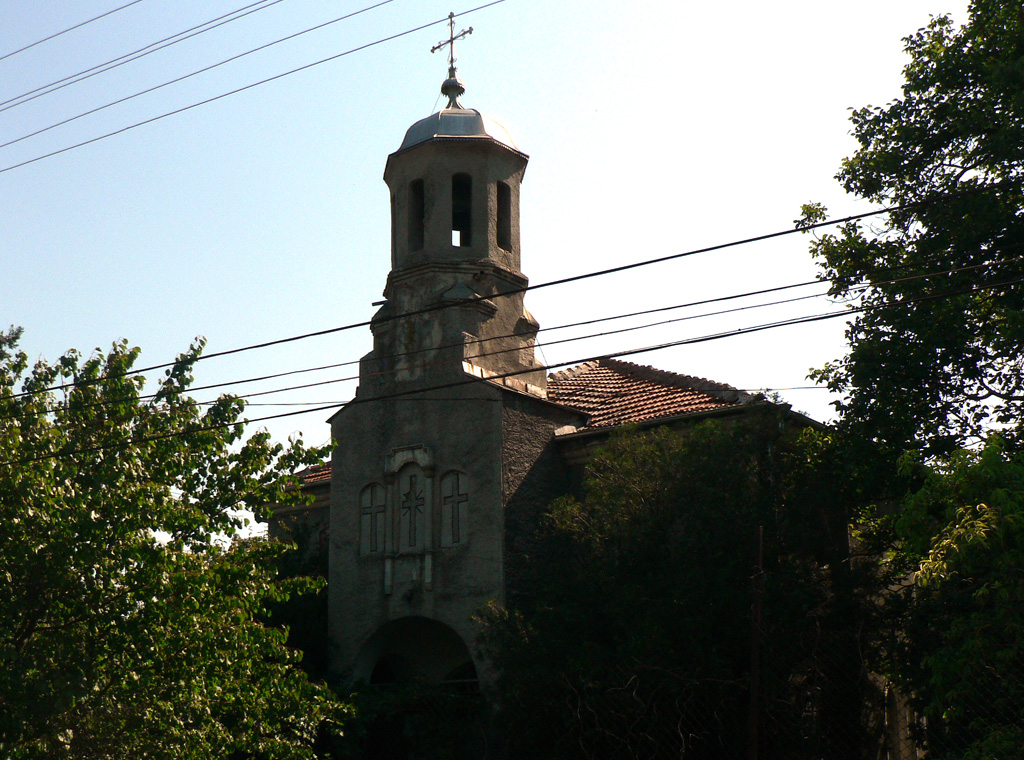
Церковь Вознесения Господня в Первомайцах

## История
Село образовано путём объединения двух упразднённых сёл — Темниско и Сергювец, в соответствии с указом № 317 от 13 декабря 1955 года. Село Сергювец впервые упоминается в грамоте 1347 года царя Иоанна-Александра. Сёла Темниско и Сергювец были упомянуты в 1618 году, в 1638 году село Темниско было упомянуто как Темличкова. В 1843 году на средства Хаджи Викентия Зографски, который был родом из села Сергювец, была открыта первая светская школа. В 1882 году в Темниско была построена церковь Вознесения Господня. В 1884 году был построен каменный мост, спроектированный чешскими инженерами, которому в качестве модели послужил ныне знаменитый Карлов мост в Праге, который, в свою очередь, построен по образцу моста Сан-Анжело в Риме. В 1882 году в селе Сергювец была выстроена церковь св. Спаса.

## Политическая ситуация
В местном кметстве Первомайци, в состав которого входит Первомайци, должность кмета (старосты) исполняет Ясен Стефанов Янков (Граждане за европейское развитие Болгарии (ГЕРБ)) по результатам выборов правления кметства.
Кмет (мэр) общины Горна-Оряховица — Йордан Стефанов Михтиев (Граждане за европейское развитие Болгарии (ГЕРБ)) по результатам выборов.